# 홀로코스트 기념일
홀로코스트 기념일은 나치 독일의 대량 학살 피해인 홀로코스트를 추모하기 위한 날이다. 주로 유럽에 있는 많은 국가에서 국가 기념일을 지정했다. 2005년에 유엔은 국제 홀로코스트 기념일인 국제 홀로코스트 희생자 추모의 날을 제정했다.
1945년 아우슈비츠 강제 수용소의 해방 기념일인 1월 27일에 많은 기념 행사가 있으며, 다른 국가에서는 홀로 코스트 기간 동안 국가 행사 기념일을 기념하기 위해 별도의 날짜를 선택하기도 했다.

## 목록
- 욤 하쇼아
- 국제 홀로코스트 희생자 추모의 날